# Rywalizacja Notre Dame i USC
Rywalizacja Notre Dame Fighting Irish i USC Trojans – jedna z najbardziej prestiżowych rywalizacji w futbolu akademickim, często nazywana największą międzykonferencyjną rywalizacją w rozgrywkach National Collegiate Athletic Association.

## Tło rywalizacji
Drużyny futbolowe Uniwersytetu w Notre Dame i Uniwersytetu Południowej Kalifornii są uważane za jedne z najbardziej elitarnych. Obie jedenaście razy zdobywały akademickie mistrzostwo Stanów Zjednoczonych w futbolu amerykańskim, siedmiu zawodników Fighting Irish zdobyło Heisman Trophy, sześciokrotnie trofeum to zdobywali zawodnicy Trojans. USC i Notre Dame zajmują odpowiednio pozycję pierwszą (472) i drugą (469) co do ilości zawodników wybranych w drafcie przez drużyny National Football League.

## Historia
Rywalizacja zaczęła się w 1926 od tak zwanej „rozmowy żon”. Ówczesny trener Notre Dame, Knute Rockne chciał rozgrywać mecze przeciwko USC tylko u siebie, jednak żona dyrektora sportowego USC przekonała żonę trenera Rockne, że przyjazd co dwa lata do słonecznej południowej Kalifornii „dobrze jej zrobi”. Notre Dame prowadzi 49 zwycięstwami, USC ma na swoim koncie 37 zwycięstw, pięć meczów zakończyło się remisem. Zwycięstwo USC w 2005 zostało unieważnione ze względu na przyjęcie korzyści majątkowych przez jednego z zawodników.